# Hallazgos médicos en el Renacimiento
Hallazgos médicos en el Renacimiento, al final de la Edad Media, la confianza pública en los médicos y cirujanos estaba bajo mínimos. Después, en los siglo XIV y siglo XVI un interés renovado en las artes y ciencias de Europa occidental, conocido como el Renacimiento, trajo grandes avances de medicina.
Los médicos y cirujanos que leyeron los textos médicos griegos y romanos redescubiertos cuestionaron sus antiguas enseñanzas.
Los descubrimientos anatómicos de este periodo corrigieron por fin los errores de Galeano, que databan de unos 1.300 años antes y nuevos conocimientos, más precisos se extendieron.
Los drásticos  tratamientos medievales dejaron paso a la idea de que los médicos debían causar el mínimo daño posible y fomentar los procesos de curación naturales.

## Avances del campo de batalla
En aquella época las armas de fuego eran disparadas a distancias muy cortas debido a su corto alcance, este hecho hacía que las heridas estuvieran rodeadas de pólvora, además no estaba contemplado el tratamiento de las mismas en los escritos de Galeno. La opinión generalizada era que la pólvora envenenaba la herida y para tratarla se utilizaba aceite de saúco.
En el siglo XVI, nuevos tratamientos surgieron entre las carnicerías de los campos de batalla, el paciente solía morir de dolor y del choque cuando trataban sus heridas con aceite caliente o se las sellaban con hierros candentes.  Ambroise Paré, un cirujano barbero (nombre por el que se conocía a una clase inferior de cirujanos), devenido a cirujano de guerra, durante la batalla de Vilaine, hizo su primer gran descubrimiento, desarrollo por casualidad un ungüento de yema de huevo, aceite de rosas y trementina, que era más eficaz y menos doloroso.
Al día siguiente de usar esta aplicación emoliente comprobó su efecto benéfico. Posteriormente, en la batalla de Dauvilliers aplicaría por primera vez la técnica de la ligadura de arterias a los muñones de las amputaciones. Aunque la ligadura de vasos ya era conocida, ésta no se aplicaba a las amputaciones. Los muñones se cauterizaban con hierro al rojo vivo, técnica que resultaba poco efectiva. Para atar los vasos utilizaría fórceps y puntos de sutura. El éxito de Paré con esta técnica significó un gran avance para la cirugía.

## Ambroise Paré
En 1545 publicó un tratado sobre el tratamiento de heridas por arma de fuego (Método de tratar las heridas causadas por arcabuces y otros bastones de fuego y aquellas que son hechas por pólvora de cañón) considerado uno de los hitos del arte quirúrgico. En 1553 publica la segunda edición de esa misma obra. En 1561 dio a la imprenta su Anatomie universelle du corps humain. Publicó también otros tratados acerca del tratamiento de heridas y enfermedades. 
En 1559, en la toma de Calais por los franceses, asistió al duque de Guisa de una herida mortal. Los demás médicos del duque desistieron alegando que el duque no tenía remedio y su orgullo les impedía aceptar que un cirujano no académico como Paré pudiera hacer algo que ellos no podían. No sin muchos impedimentos consiguió Paré salvar al duque, el cual a partir de entonces llevó el sobrenombre del "acuchillado" por la tremenda cicatriz que le quedó en la cara.
Tuvo también un papel destacado en el desarrollo de la obstetricia, mostrando que era posible dar la vuelta al niño antes del parto cuando se presentaban complicaciones debidas a su posición (versión interna cuando el feto viene de nalgas). Otras de sus aportaciones fueron la técnica más adecuada para la extracción de proyectiles y la utilización de tubos para drenar abscesos, bragueros para hernias y prótesis de miembros amputados.